# Haltlose Persönlichkeitsstörung
Die Haltlose Persönlichkeitsstörung ist eine Persönlichkeitsstörung, bei der die Betroffenen psychopathische Züge aufweisen, die auf kurzsichtigem Egoismus und unverantwortlichem Hedonismus beruhen, kombiniert mit der Unfähigkeit, die eigene Identität an eine Zukunft oder Vergangenheit zu binden. Die Symptome der Haltlosen sind durch einen Mangel an Hemmungen gekennzeichnet.
Im frühen zwanzigsten Jahrhundert von Emil Kraepelin und Gustav Aschaffenburg beschrieben und von Karl Jaspers, Eugen und Manfred Bleuler weiter differenziert, wurde sie umgangssprachlich als Psychopathie mit „fehlender Absicht oder fehlendem Willen“ bezeichnet.
Haltlose Persönlichkeiten gelten als „Hauptbestandteil der Schwerkriminalität“ und werden als eine der für die Kriminologie relevanten Ausprägungen der Psychopathie untersucht, da sie sehr leicht in die kriminelle Handlungen verwickelt werden und zu Aggressoren oder Mördern werden können. Ihre Psychopathie ist schwer zu erkennen, da immer ein oberflächliches Gefühl der Konformität vorhanden ist. In einer Charakterisierung der psychischen Erkrankungen aus dem Jahr 2020 heißt es über die Haltlosen, dass „diese Menschen ständig wachsame Kontrolle, Führung, einen autoritären Mentor, Ermutigung und Verhaltenskorrektur benötigen“, um einen müßigen Lebensstil, die Beteiligung an antisozialen Gruppen, Kriminalität und Drogenmissbrauch zu vermeiden. Die ausgeprägten Tendenzen zur Suggestibilität werden durch Demonstrationen von „abnormaler Starrheit, Unnachgiebigkeit und Festigkeit“ ausgeglichen.
Nachdem sie aufgrund einer Handlung oder Unterlassung ein schlechtes Gewissen bekommen haben, „leben sie dann in ständiger Angst vor den Folgen ihres Handelns oder Nichthandelns, in Angst vor etwas Schlimmem, das sie treffen könnte“, was in krassem Gegensatz zu ihrer scheinbaren Sorglosigkeit oder ihrem hyperthymischen Temperament steht, das selbst häufig eine unbewusste Reaktion auf überwältigende Angst ist. Sie ziehen sich häufig aus der Gesellschaft zurück. Da sie dazu neigen, „zu übertreiben, ihre Erzählungen auszuschmücken, sich selbst in idealen Situationen darzustellen, Geschichten zu erfinden“, äußert sich diese Angst dann darin, dass sie „dazu neigen, anderen die Schuld für ihre Vergehen zu geben, und häufig versuchen, sich der Verantwortung für ihre Handlungen zu entziehen“, sie machen sich selbst nicht für ihr gescheitertes Leben verantwortlich und identifizieren sich stattdessen als schlecht behandelte Märtyrer.
Sie wurden als Entartung charakterisiert, mit normalem oder erhöhtem Intellekt, aber herabgesetzten moralischen Standards. Von den zehn von Schneider definierten Typen von Psychopathen wiesen nur die Gemütlosen und die Haltlosen ohne äußeren Einfluss „ein hohes Maß an kriminellem Verhalten“ auf und bildeten somit die Minderheit der Psychopathen, die allein aufgrund ihrer eigenen Konstitution „praktisch dazu verdammt sind, Verbrechen zu begehen“. Da sie ihre Ziele häufig ändern, ist ein haltloser Psychopath „ständig auf der Suche nach äußerem Halt, es ist egal, ob sie sich okkulten oder faschistischen Bewegungen anschließen“. Die Fähigkeit, äußere Einflüsse zu mäßigen, wurde als eines von drei Merkmalen betrachtet, die zur Bildung einer Gesamtpersönlichkeit erforderlich sind, so dass Haltlose Patienten keine eigene funktionale Persönlichkeit haben. Eine Studie über Menschen mit einer haltlosen Persönlichkeitsstörung kommt zu dem Schluss: „In allen diesen Fällen war das Ergebnis ein kontinuierlicher sozialer Abstieg, der in einer asozial-parasitären Existenz oder einem antisozial-kriminellen Leben endete“.
Haltlose haben eine der ungünstigsten Prognosen unter den Psychopathien. Um sicher leben zu können, benötigt ein solcher Psychopath „einen harten Lebensstil“ und ständige Überwachung.